# WNF 342 (航空機)
ドブルホフ WNF 342
- 用途：実験ヘリコプター
- 設計者：フリードリヒ・フォン・ドブルホフ（Frederich von Doblhoff）
- 製造者：ウィーナー・ノイシュタット航空（Wiener-Neustadter Flugzeugwerke）
- 初飛行：1943年
- 生産数：3機

ドブルホフ WNF 342（Doblhoff WNF 342）は、チップジェットを使用したローター駆動方式で離着陸を成功させた初のヘリコプターである。

## 開発
WNF-342は、小型艦船やUボートから運用できる偵察用機材を要求するドイツ海軍向けに設計された。
通常のレシプロエンジンが小径の推進式プロペラ（方向舵への後流を発生する）、ローターヘッドと中空のローターブレードを通じてローター先端にある燃焼室へ空気（燃料と混合されて）を供給するエアコンプレッサーの双方を駆動していた。

## 派生型
V1/V2：最初の型の試作機のV1号機は出力60馬力 (45 kW)、V2号機は出力90馬力 (67 kW)のヴァルター・ミクロン製エンジンを搭載していた。1943年に初飛行し、V4号機と共にツェル・アム・ゼーにて連合国軍により鹵獲。
V3：より大径のローターを持つ2番目の型の試作機。試験飛行中に墜落。
V4：製作された最後の機体は新しいコレクティブピッチ制御とサイクリック制御を備えた複座型であった。25時間の試験飛行を行った後で米軍に鹵獲され、1945年7月19日にラスティ作戦の一環として空母リーパーに船積みされて米国へ送られた。

## 現存機
- V4号機がアメリカ合衆国のスミソニアン博物館に保存されている。

## 要目
(V4) Illustrated Encyclopedia of Aircraft
- 乗員：2名
- 全長：
- 全幅：
- 全高：
- 主ローター直径：10.00 m (32 ft 9¾ in)
- 主ローター回転面積：78.54 m2 (845.42 ft2)
- 空虚重量：430 kg (948 lb)
- 全備重量：640 kg (1411 lb)
- 最大離陸重量：
- エンジン：1 × BMW-ブラモ Sh 14A 空冷星型エンジン、104 kW (140 hp)
- 最高速度：48 km/h (30 mph)
- 巡航速度：
- 航続距離：
- 巡航高度：
- 上昇率：